# Estufa de mampostería

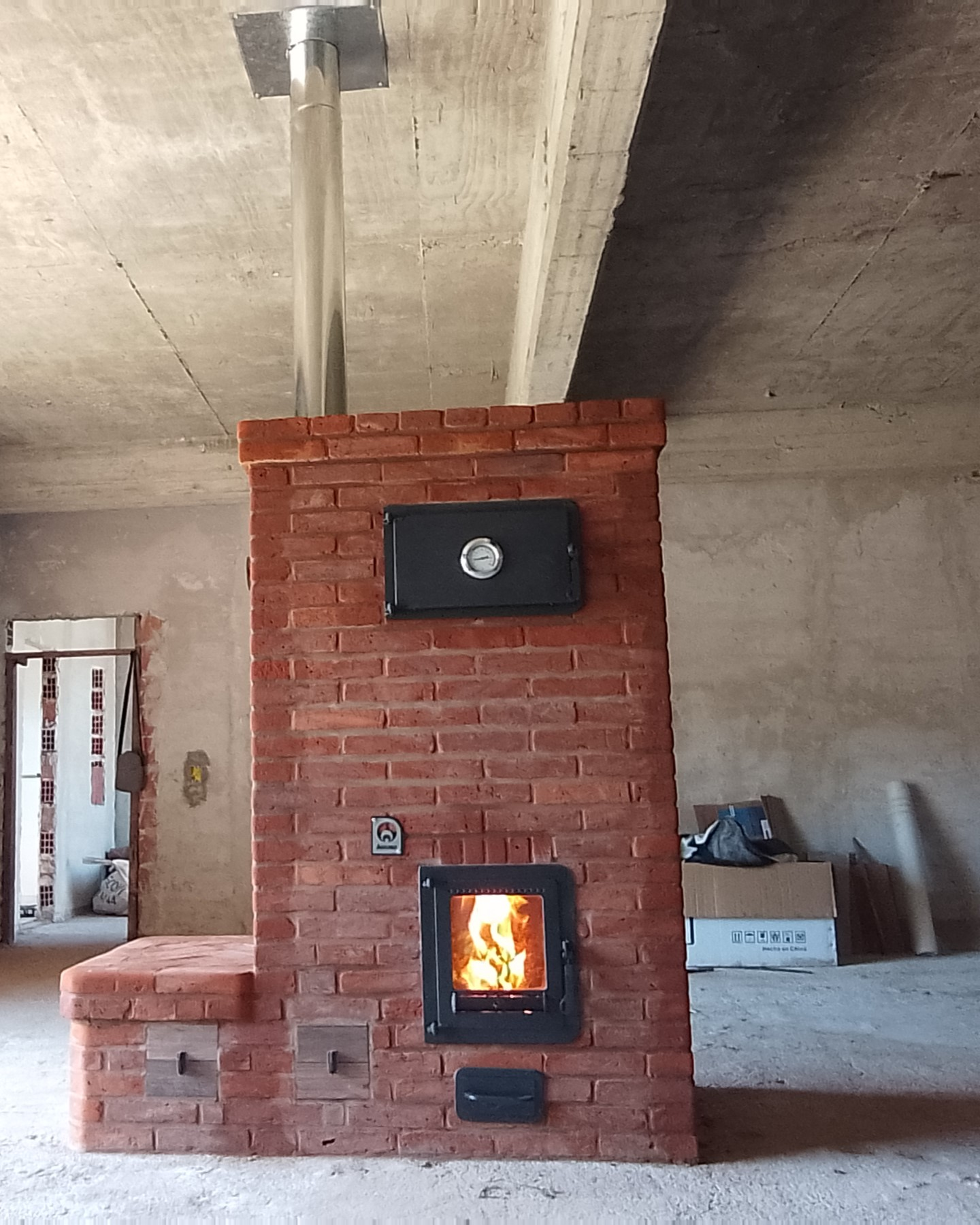
Estufa tipo "danesa" tamaño 6 pulgadas, con banco de masa y horno blanco. Construida en la localidad de Dolores, provincia de Buenos Aires, Argentina en noviembre de 2024.

Una estufa de mampostería (también llamada de Inercia térmica, y también con variantes en estufa de cerámica) es un dispositivo empleado para calentar un espacio interior mediante calefacción radiante principalmente (y también convección), captando el calor de la combustión periódica de combustible (generalmente leña) y después irradiando el calor a una temperatura bastante constante durante un largo período. Las estufas de cerámica cubiertas de baldosa se llaman estufas de mampostería. 
La tecnología ha existido de diferentes formas, desde los períodos neoglaciales y neolíticos. Las excavaciones arqueológicas revelaron excavaciones de antiguos habitantes que utilizaban el humo caliente de la combustión en sus viviendas subterráneas para irradiarlo hacia los espacios habitables. Estas primeras formas han evolucionado hacia sistemas más modernos.

## Historia
La evidencia hallada desde el año 5.000 a. C. de bloques masivos de cerámica utilizados para retener el calor prefiguraban las primeras formas de hogueras que se utilizaban como fuentes de calefacción multifuncionales. Las evoluciones posteriores llegaron con el hipocausto romano y con la estufa austroalemana ( Kachelofen, literalmente "horno de baldosas", o Steinofen, "horno de piedra"), utilizando el humo y la chimenea de salida de un solo fuego. En el este y el norte de Europa y el norte de Asia, estas estufas evolucionaron en muchas formas y nombres diferentes: por ejemplo, la estufa rusa ( en ruso: Русская печь   ), la estufa finlandesa (en finlandés: pystyuuni o kaakeliuuni, "horno de baldosas", o pönttöuuni, "horno de cuenco" para la versión revestida de metal) y la estufa sueca (en sueco: kakelugn, "estufa de baldosas") asociada a Carl Johan Cronstedt. Los chinos desarrollaron el mismo principio en su estufa de cama Kang.

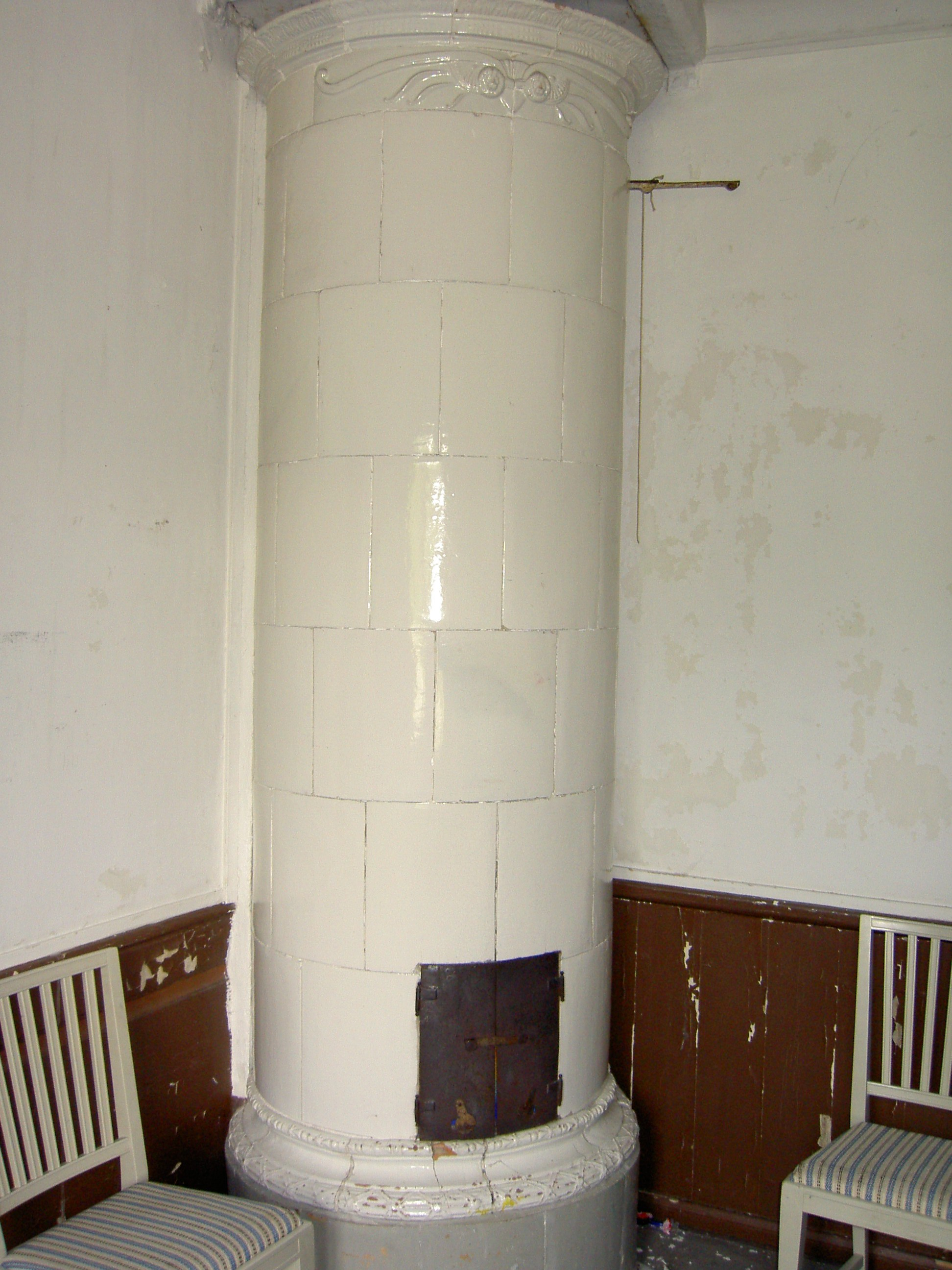
Una estufa de cerámica redonda de estilo escandinavo clásico que se adapta a la esquina de una habitación.

Una estufa de mampostería está definida por la norma ASTM  E1602 como "un sistema de calefacción atmosférico de construcción predominantemente de mampostería con una masa de al menos 800 kg (1760 lb), excluida la chimenea y la base de la estufa. En particular, una estufa de mamposteríaestá diseñada específicamente para capturar y almacenar una parte sustancial de la energía térmica de un fuego de combustible sólido en la masa del calentador a través de canales internos de intercambio de calor, permitiendo que el combustible sólido se mezcle con la cantidad adecuada de aire para que se queme rápida y completamente a altas temperaturas a fin de reducir la emisión de hidrocarburos no quemados, y ha sido construidos con una masa y una superficie suficientes de modo que, en condiciones normales de funcionamiento, la temperatura de la superficie externa de la estufa no supere 110 grados Celsius (230 °F) (excepto en la zona interna y, alrededor de la o las puertas de carga de combustible)" 

## Características

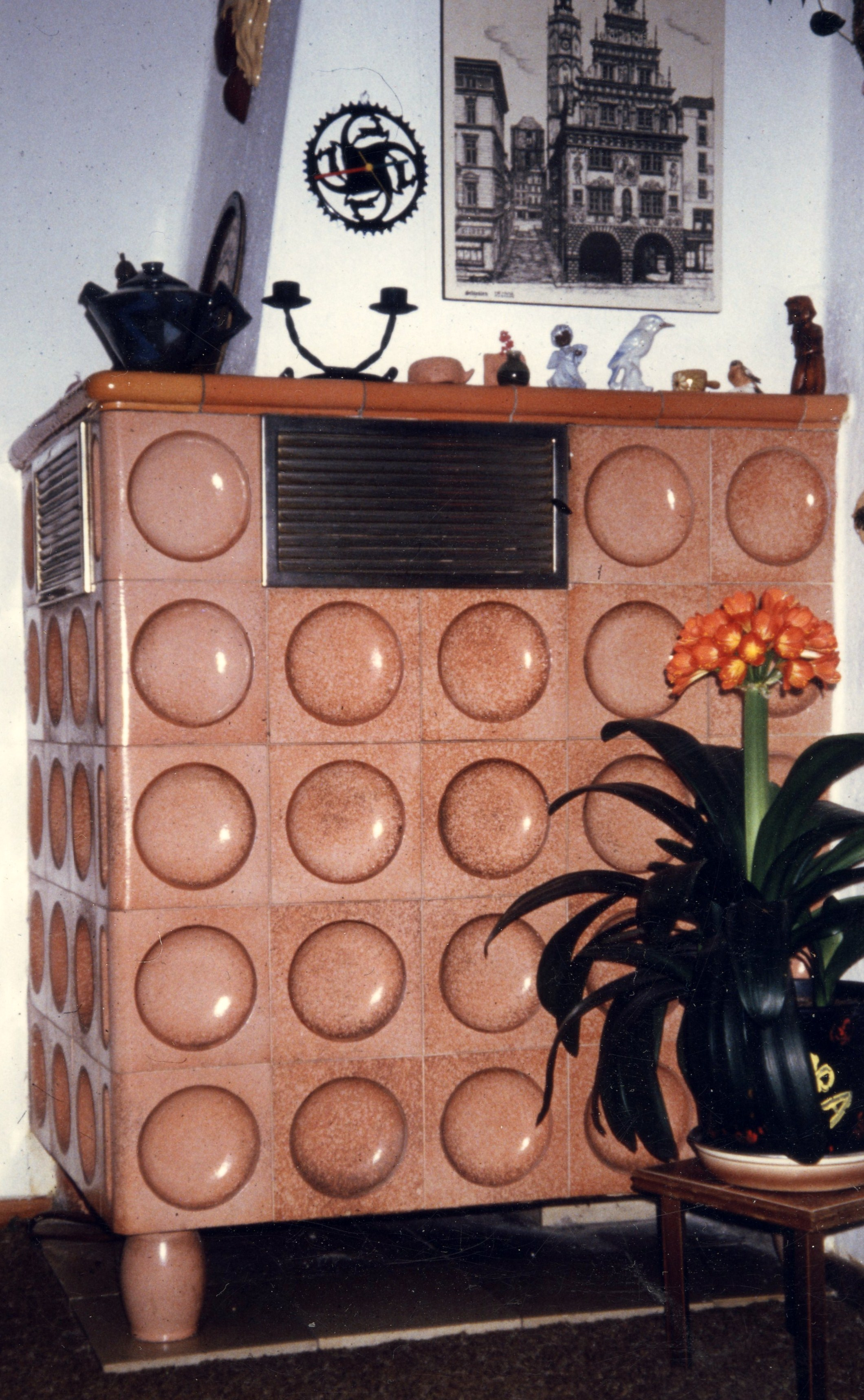
Una estufa utilizada para la calefacción central, construida hacia el año 1959.

La estufa está hecha de cerámica como ladrillo (ladrillo refractario), baldosa, piedra, estuco o una combinación de materiales, en lugar de acero o hierro fundido. Normalmente requiere un soporte especial para soportar su peso. Consiste en una caja de fuego y canales de intercambio de calor o tabiques que proporcionan una superficie adicional. Estos absorben el calor de los gases de escape calientes antes de que los gases salgan a la chimenea . Cuando no se dispara, la conexión del calentador de cerámica a la chimenea a veces tiene un amortiguador para evitar que el calor se escape por la chimenea; entonces el calor se irradia desde la cerámica.
La cerámica tarda más en calentarse que el metal; pero una vez caliente, el calentador irradiará este calor durante un período de tiempo mucho más largo ya una temperatura mucho más baja que la que utilizaría una estufa metálica (el metal sólo está caliente cuando hay un fuego en el interior de la estufa y durante un corto período de tiempo después). ). Se pueden construir asientos e incluso camas junto a la estufa de cerámica; esto es posible porque las superficies exteriores del calentador son suficientemente frescas para tocarlas con seguridad. La característica de liberación de calor lento puede hacer que un calentador de cerámica sea una opción más conveniente para calentar una casa que una estufa de leña de metal.
El estrés por calor es una preocupación importante durante la construcción de calentadores de cerámica. Las diferencias de temperatura dentro del núcleo de cerámica del calentador pueden provocar una expansión diferencial. Un albañil de calentadores hábil sabe cómo afrontar esta tensión al diseñar y construir el calentador, evitando así que la expansión desigual provoque grietas en el exterior. Hay dos formas generales de abordar esta preocupación. Uno es incorporar un hueco entre el núcleo interior del calentador y su "piel" exterior. El otro es construir un diseño más monolítico con aspectos de posttensión para compensar mecánicamente la expansión y contracción. : 172 
La velocidad con la que una estufa, de cerámica o no, alcanza la temperatura adecuada viene determinada por el espesor específico y las características de los materiales utilizados en su construcción. Los calentadores metálicos muy sensibles se calientan con mayor rapidez y son buenos para ajustar más rápidamente la temperatura interior. Los calentadores menos sensibles tardan más en calentarse, pero son más adecuados para largos períodos de frío porque almacenan y proporcionan calor durante un período más largo. : 131 

## Kachelofen

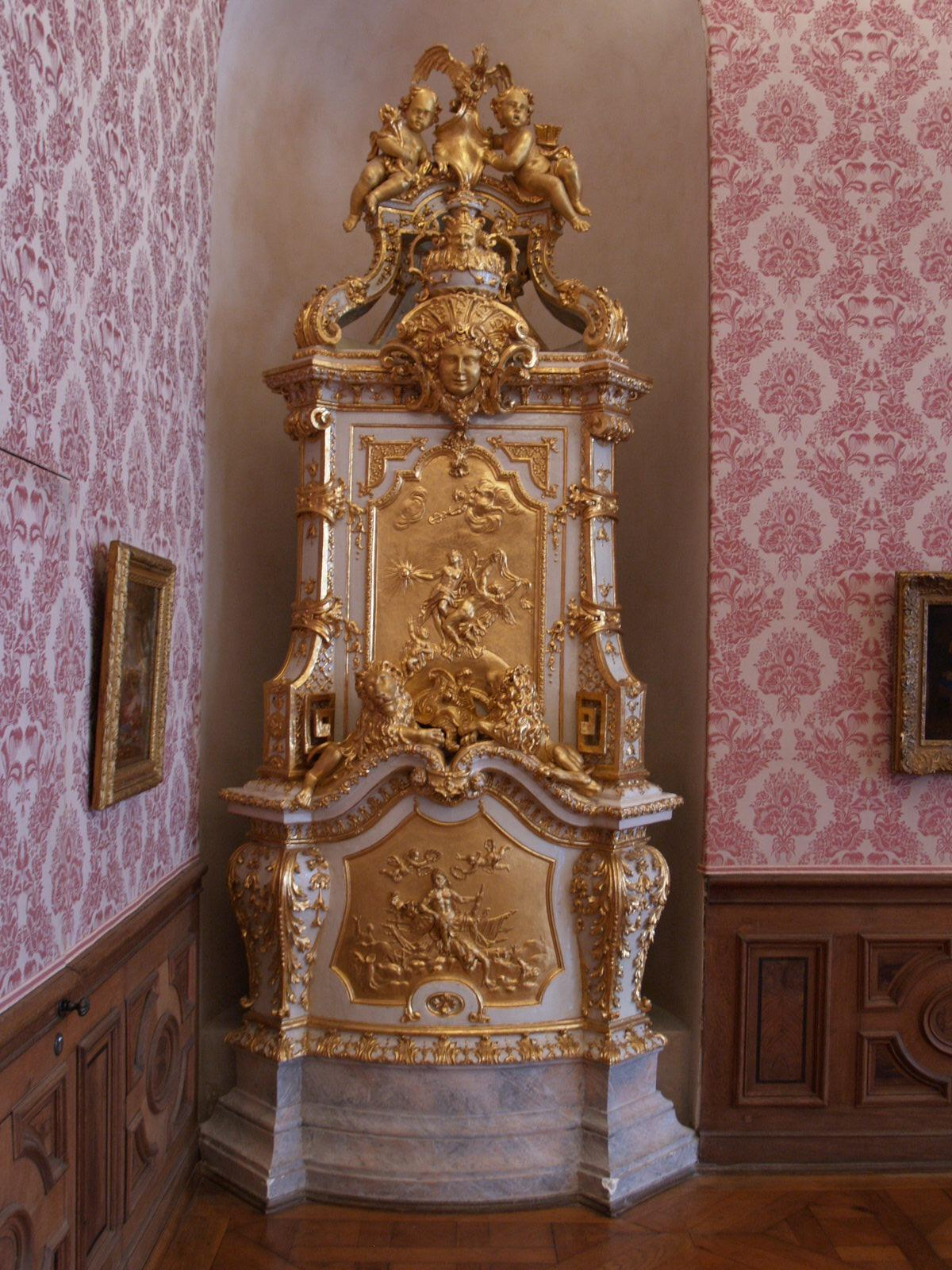
Kachelofen de Joseph Effner, palacio de Schleissheim (ca. 1720)

El "Kachelofen" alemán es un calentador doméstico relativamente grande rodeado de baldosas de cerámica, que existe durante al menos cinco siglos. Durante el período renacentista en Alemania, los constructores de estas estufas formaban parte de un oficio diferente y se llamaban Hafnermeister . : 98 
Estas estufas utilizan un pasaje similar a un laberinto creado con ladrillo refractario para liberar gases y humo del fuego de leña lentamente, permitiendo que el ladrillo resistente retenga la mayor cantidad de calor posible de los gases y el humo. El azulejo cerámico que rodea la estufa también actúa como aislante para retener el calor. Estas estufas se diseñaron con cuidado para que se escapara la mínima cantidad de calor, sólo la cantidad necesaria para calentar el conducto de humo para mantener una tirada de aire adecuada. El ladrillo refractario utilizado en la construcción contiene un 80% más de calor que los metales ferrosos como el hierro fundido, mientras que su conductividad térmica es 1/45 de la del hierro o el acero. : 98  Una estufa de berberechos es suficientemente eficiente para calentar una casa hasta 6 a 12 horas después de que el fuego haya dejado de quemar. : 100 

## Estufa rusa (Rusia)
La estufa rusa, otro calentador típico de cerámica, evolucionó en Rusia en el siglo XV, después de que el conducto de humo de ladrillo se añadiera a la tradicional chimenea de fuego negro, que no tenía la chimenea y se aspiraba directamente a la habitación. La adición del conducto de humo permitió una mejor utilización del calor haciendo pasar el humo y los gases a través del laberinto de ladrillo llamado koleña (коленья. "rodillas" o "curvas") antes de dejarlo entrar en la chimenea . La gran masa térmica de estas curvas captaba el calor, liberándolo lentamente después. La estufa típica rusa es una gran masa de cerámica, generalmente cuboide, que suele pesar entre 1 y 2 toneladas, construida en el centro de una cabaña de tronco de izba tradicional, cubierta de estuco y encalada con cuidado.
La mayoría de las estufas rusas consisten en un gran hogar de ladrillo refractario, a menudo lo suficientemente grande como para un hombre adulto, con un conducto que continúa hacia un intercambiador de calor parecido a un laberinto construido con un ladrillo normal, generalmente con una estufa integrada para cocinar, que en ocasiones utilizó una chimenea secundaria para cocinar rápidamente los alimentos sin calentar todo el asunto; todo cubierto con una carcasa exterior de ladrillo, normalmente con un pedestal para un trabajo de cocina y camas empotradas. La estufa se construía normalmente por una de las paredes de la casa, o, en las casas más grandes, con varias habitaciones, en una de las paredes, en este caso la habitación sin chimenea, y por tanto el humo, pero calentada junto a ladrillo de la estufa, se llamaba světlitsa ("la ligera") y se utilizaba como sala de estar, mientras que la otra se utilizaba como cocina. Los pequeños espacios que quedaban detrás de la estufa y bajo su base de troncos eran llamados zapechye ("detrás de la estufa") y podpechye ("bajo la estufa") y se utilizaban como almacenamiento seco y cálido.

## Estufa Rusa (Argentina)
En 1994, el ingeniero industrial Pablo Battro volvió a Argentina luego de un viaje por Europa en el conoció las estufas de inercia térmica. A su regreso, y en el marco de su trabajo como técnico en el INTA, desarrolló la estufa RUSA INTA, un modelo muy sencillo, que aprovecha la modulación de los ladrillos refractarios locales (229x114x63 mm). Su desarrollo fue acompañado por el manual que permitía su autoconstrucción, por lo que fue muy exitoso. En ese momento, en Argentina sólo existían las salamandras de fundición, las estufas hogar (hogar abierto) y las incipientes estufas de chapa. Todavía faltarían otros 8 años más para que comenzaran a popularizarse otros modelos de estufas de inercia térmica en ese país. Su trabajo es un legado muy apreciado en la patagonia argentina, con cientos de hogares que se calefaccionan todavía con ese tipo de estufa. 

## Estufa finlandesa

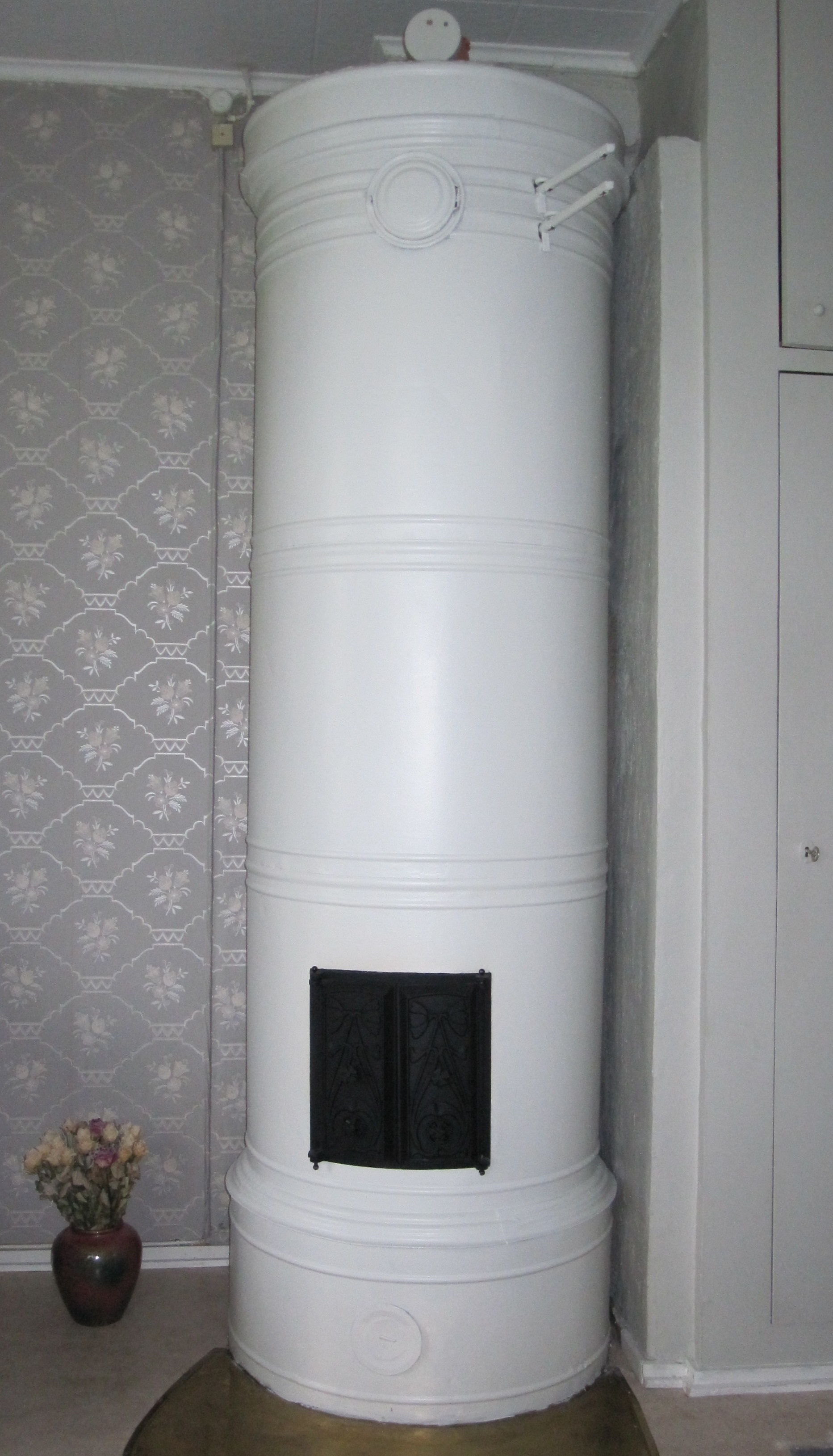
Un pönttöuuni pintado de blanco

Las estufas finlandesas tradicionales siguen de cerca el aspecto del calentador de baldosas suecos redondas, normalmente construidos con ladrillo. A finales del siglo XIX, la idea de utilizar anillas de chapa, en lugar de baldosas, se entendió en Finlandia. La primera mención del uso de metal para cubrir el calentador se puede encontrar en una solicitud de patente sueca  fecha de 1878. El calentador revestido de metal no se entendió en Suecia, pero se convirtió en el tipo de calentador de cerámica más popular en Finlandia. El metal normalmente se dejaba desnudo y estaba construido con chapa galvanizada, también se podía pintar. El calentador de cerámica revestido de metal se conoce como pönttöuuni en finlandés y plåtugn en las regiones de habla sueca.
En la construcción se utilizó mortero de arcilla en lugar de cemento, la salida de la chimenea a menudo se colocaba en la base del calentador de forma que el calentador pudiera estar libre debido al movimiento de la expansión y la contracción térmica. 
Las ventajas de cubrir el calentador con chapa incluyen la eliminación casi total de las fugas de humo en la habitación, esto a su vez permite que el calentador se dispare con mayor frecuencia y más calor que su contraparte alicatado, que podría desarrollar grietas y fugas de humo si se manipula de forma similar. La superficie metálica era también fácil de mantener limpia. Los anillos son reutilizables y una vez desgastado el calentador de cerámica se podría derribar y reconstruir con ladrillos nuevos.
El pönttöuuni todavía está en producción en Finlandia. Los desarrollos modernos podrían incluir puertas acristaladas, combustión secundaria de los gases de combustión mediante la introducción de aire fresco por encima de las llamas ayudan a cumplir los estándares modernos. El calentador se puede construir con materiales distintos al ladrillo tradicional. El ladrillo todavía se utiliza, pero en los calentadores modernos la caja de fuego en sí está hecha de ladrillo refractario de alta temperatura, el resto del calentador está hecho de ladrillos más baratos. En los calentadores tradicionales, el interior de la caja de fuego a menudo estaba cubierto con mortero de arcilla para protegerse.

## Otros tipos de calefacción

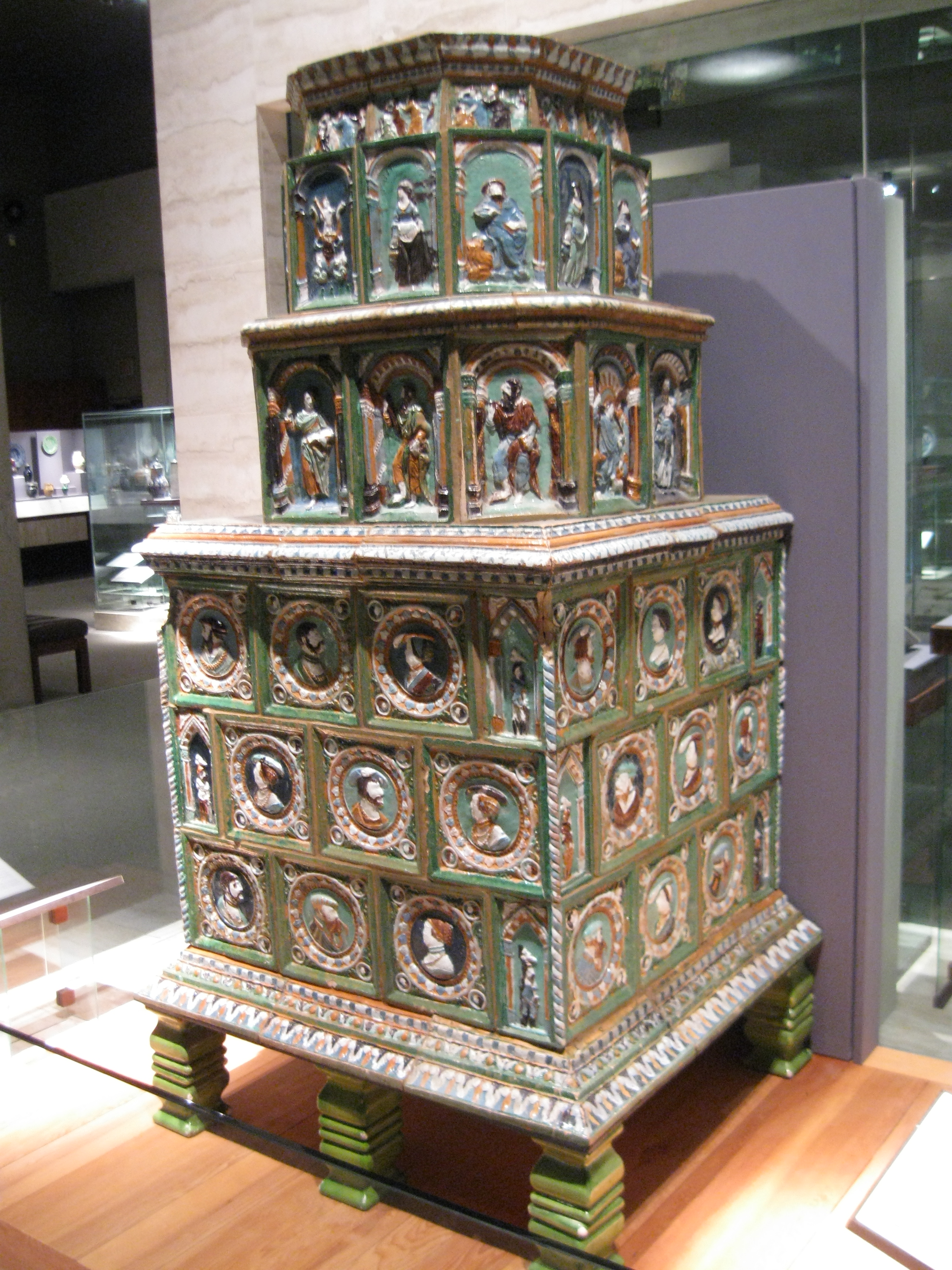
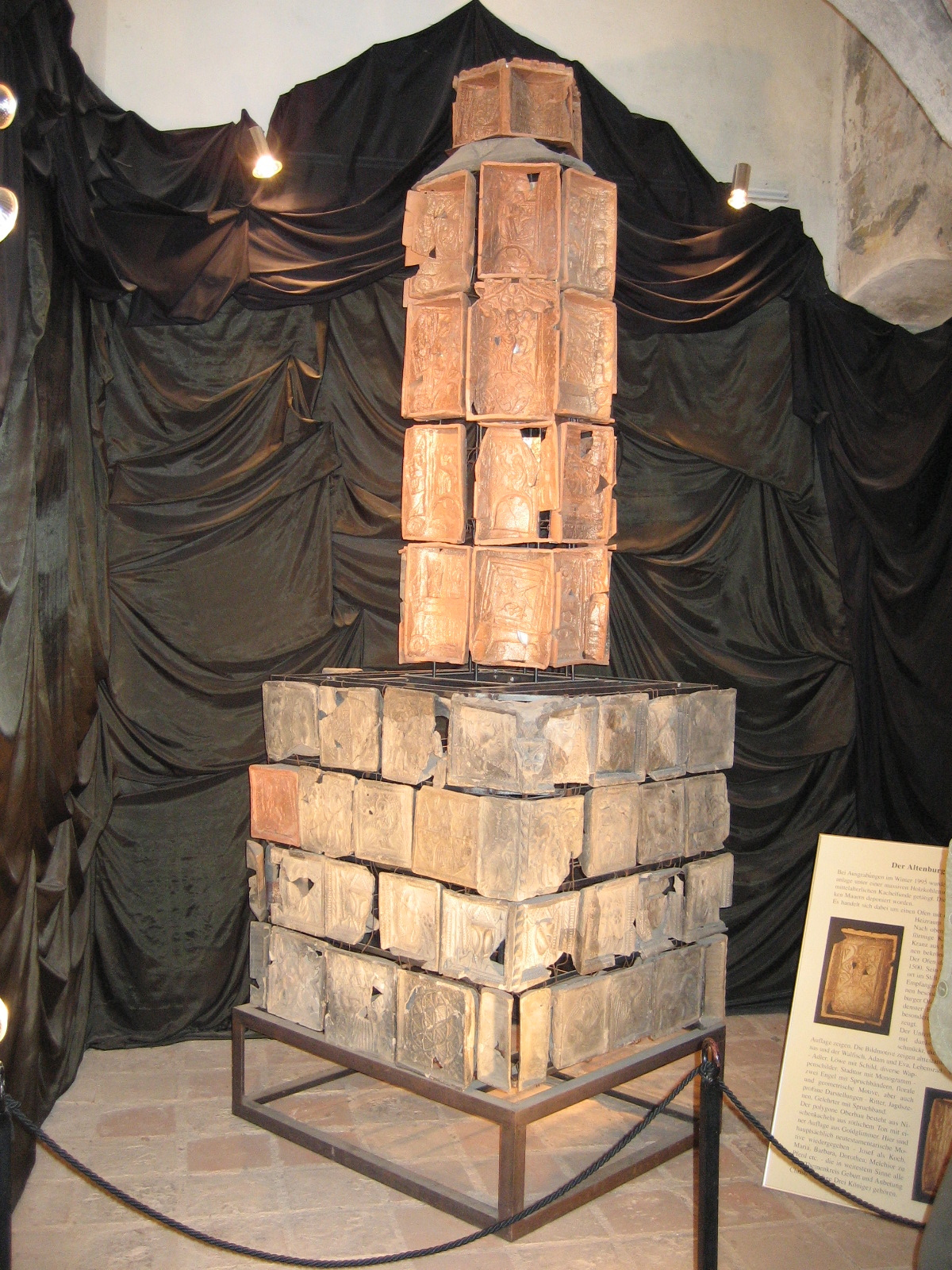
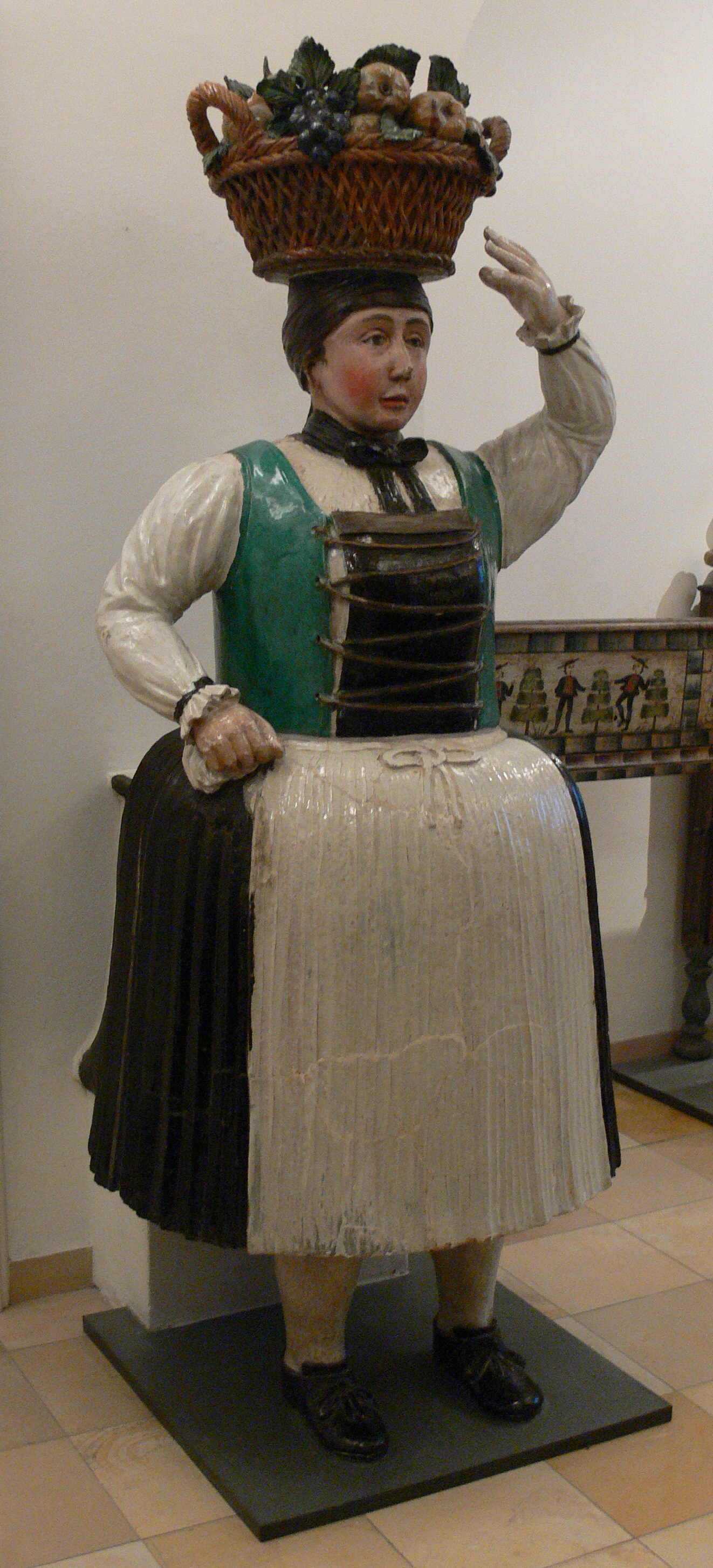
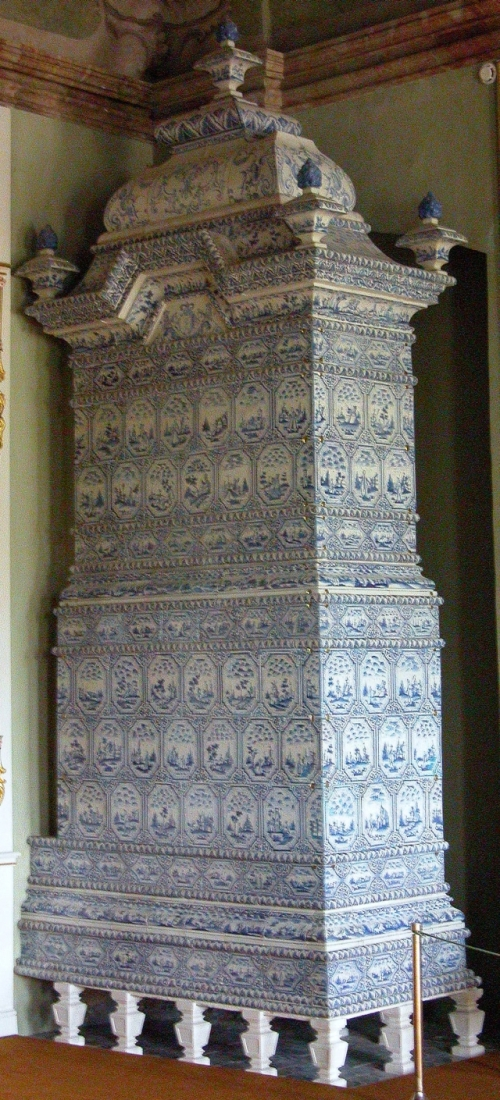
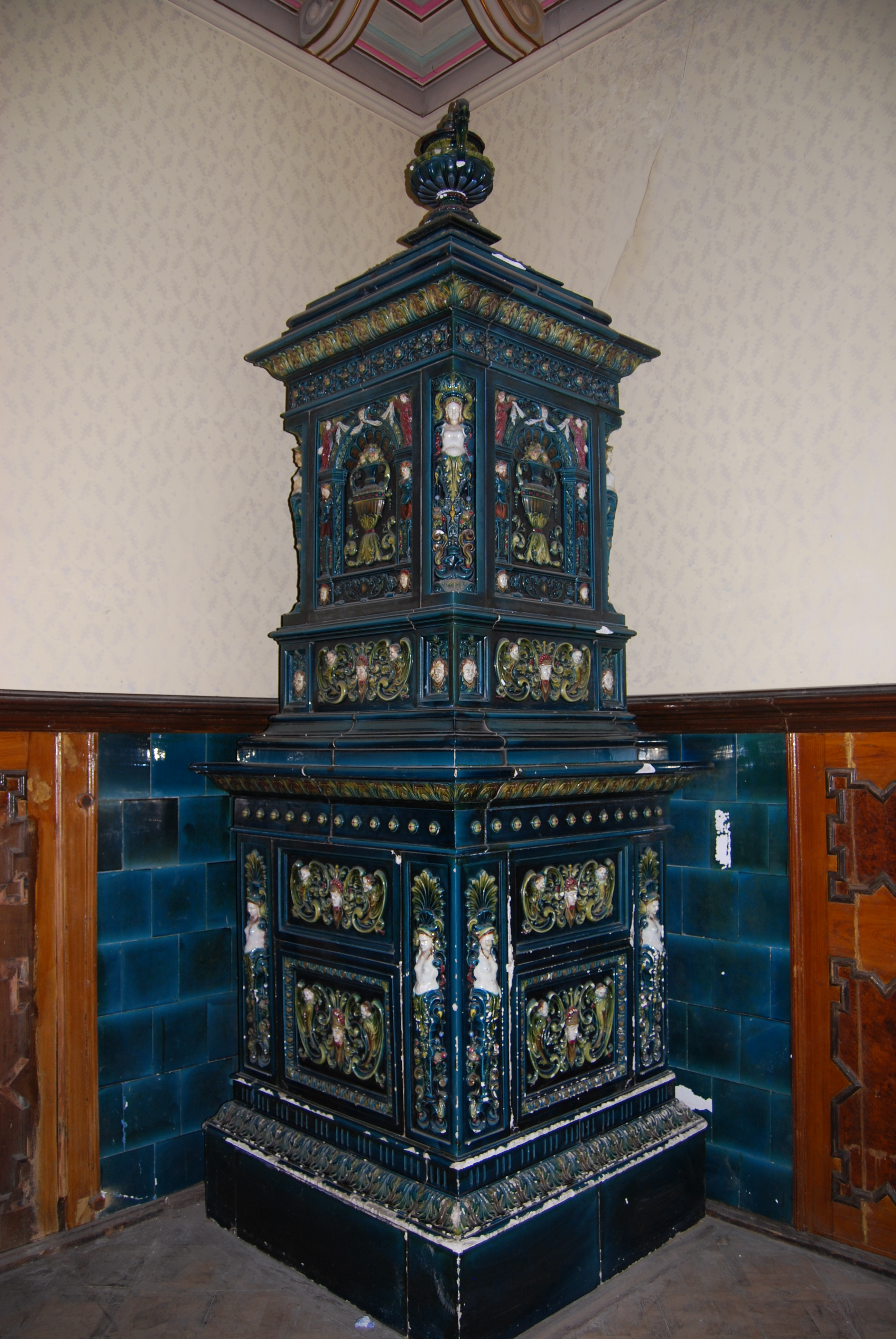
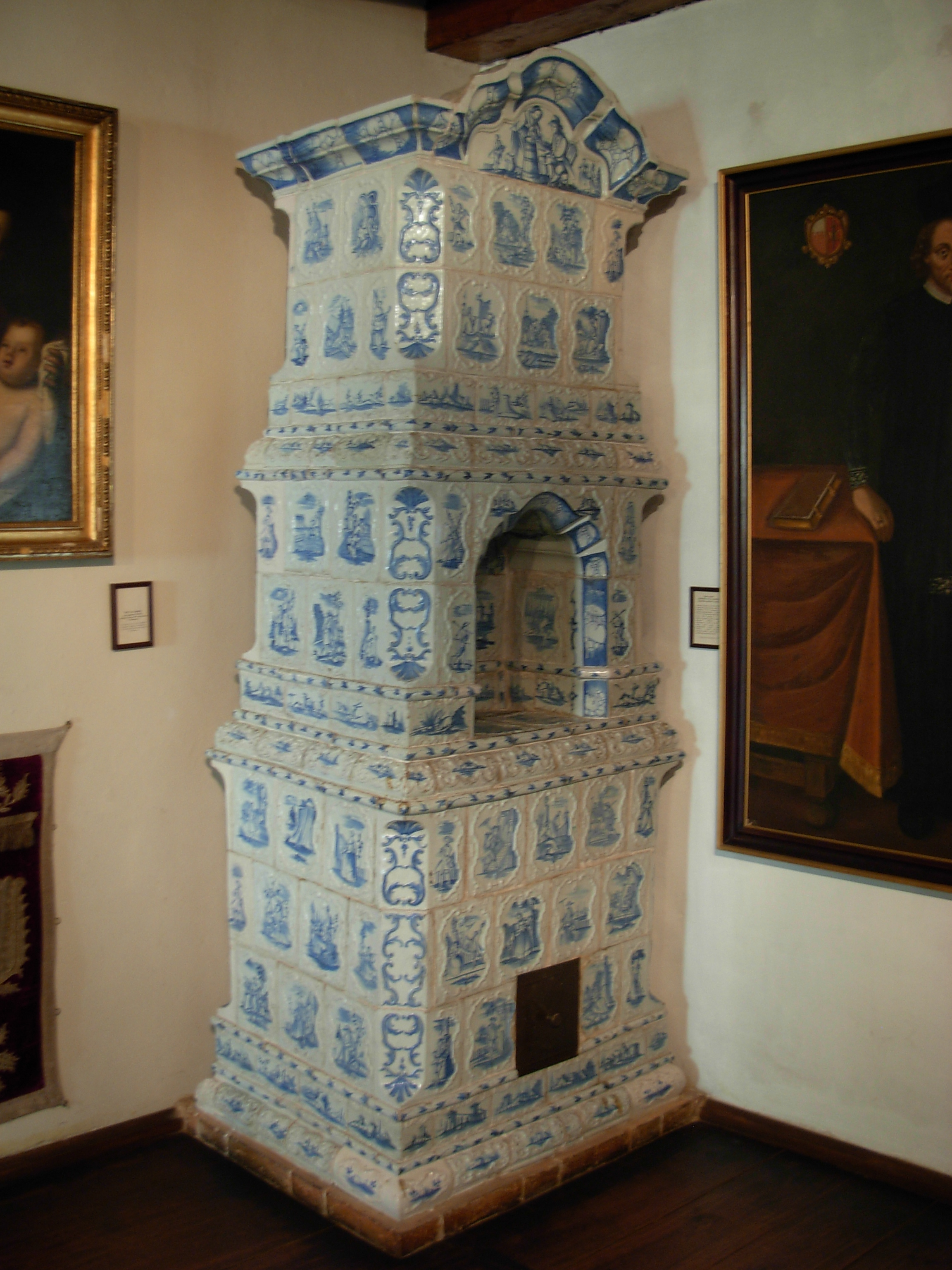
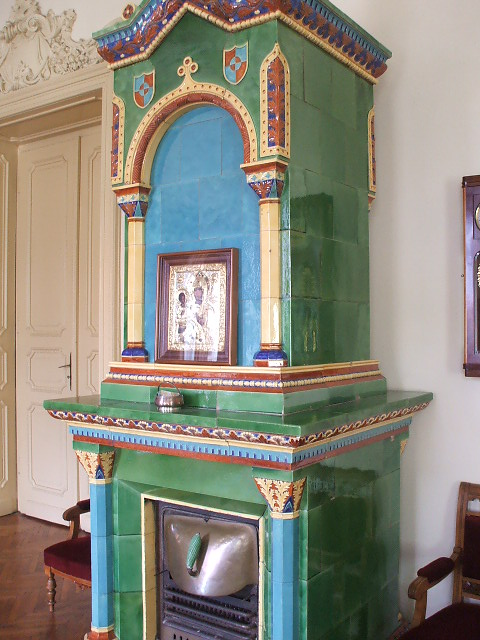
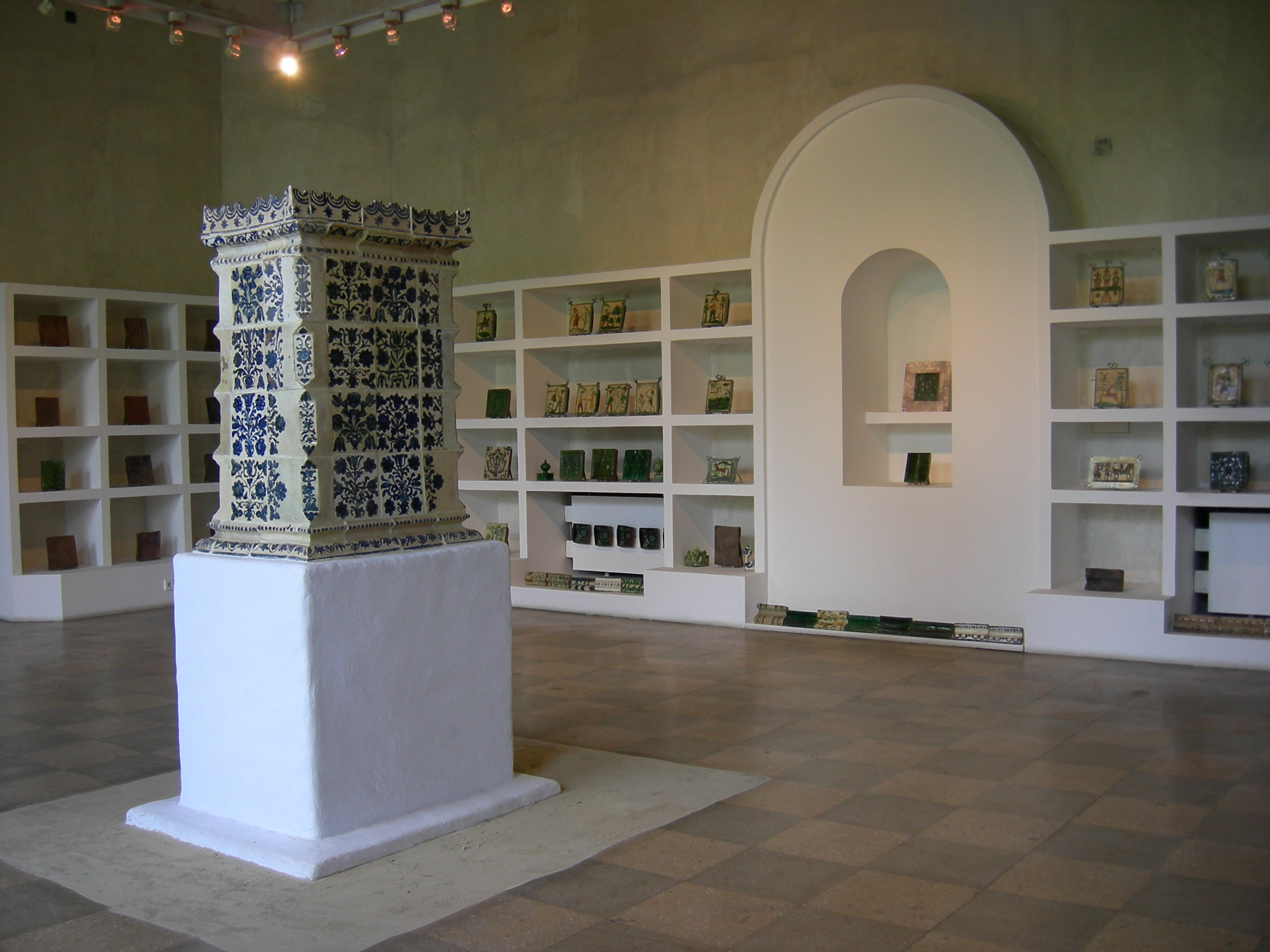
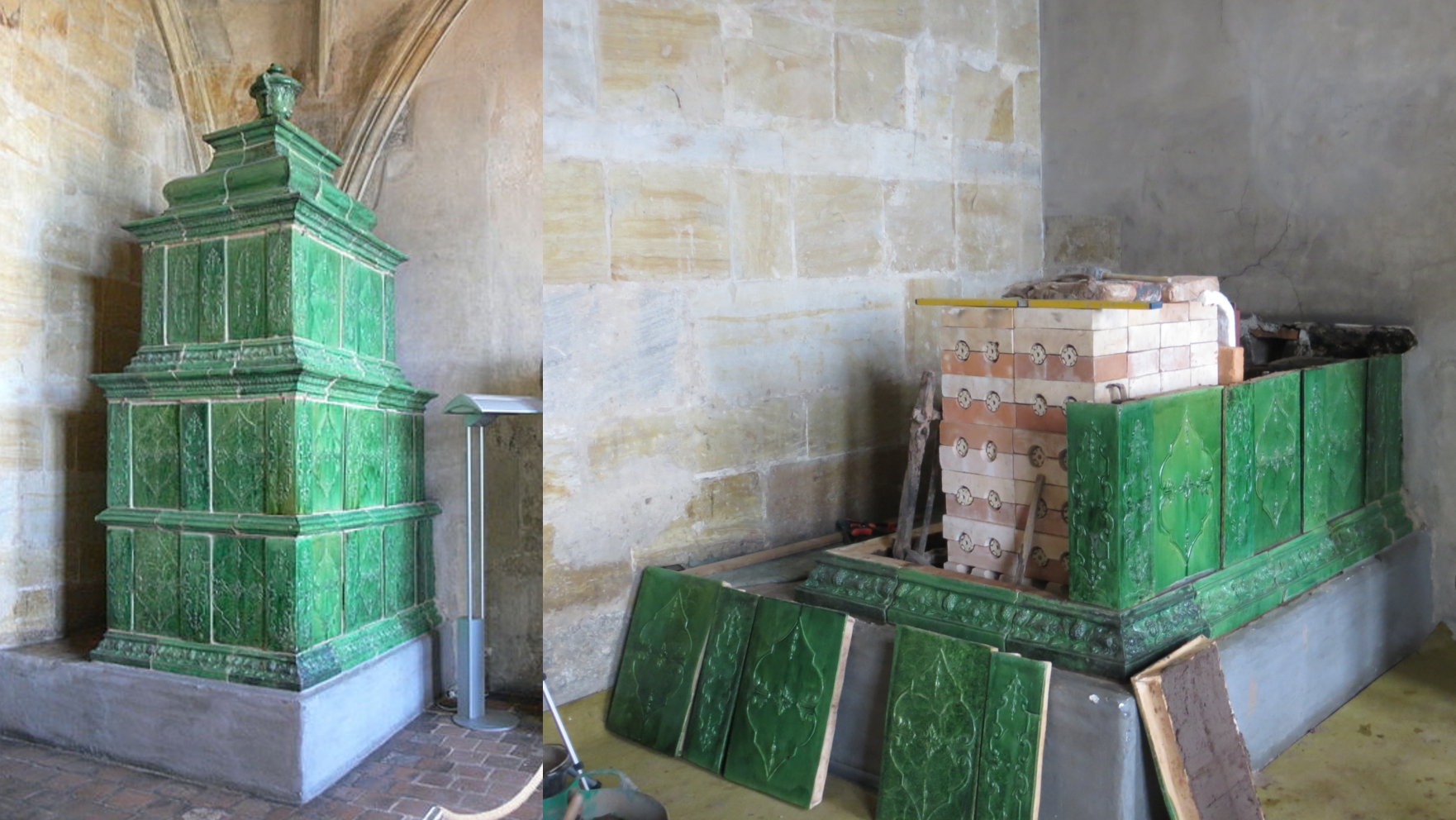
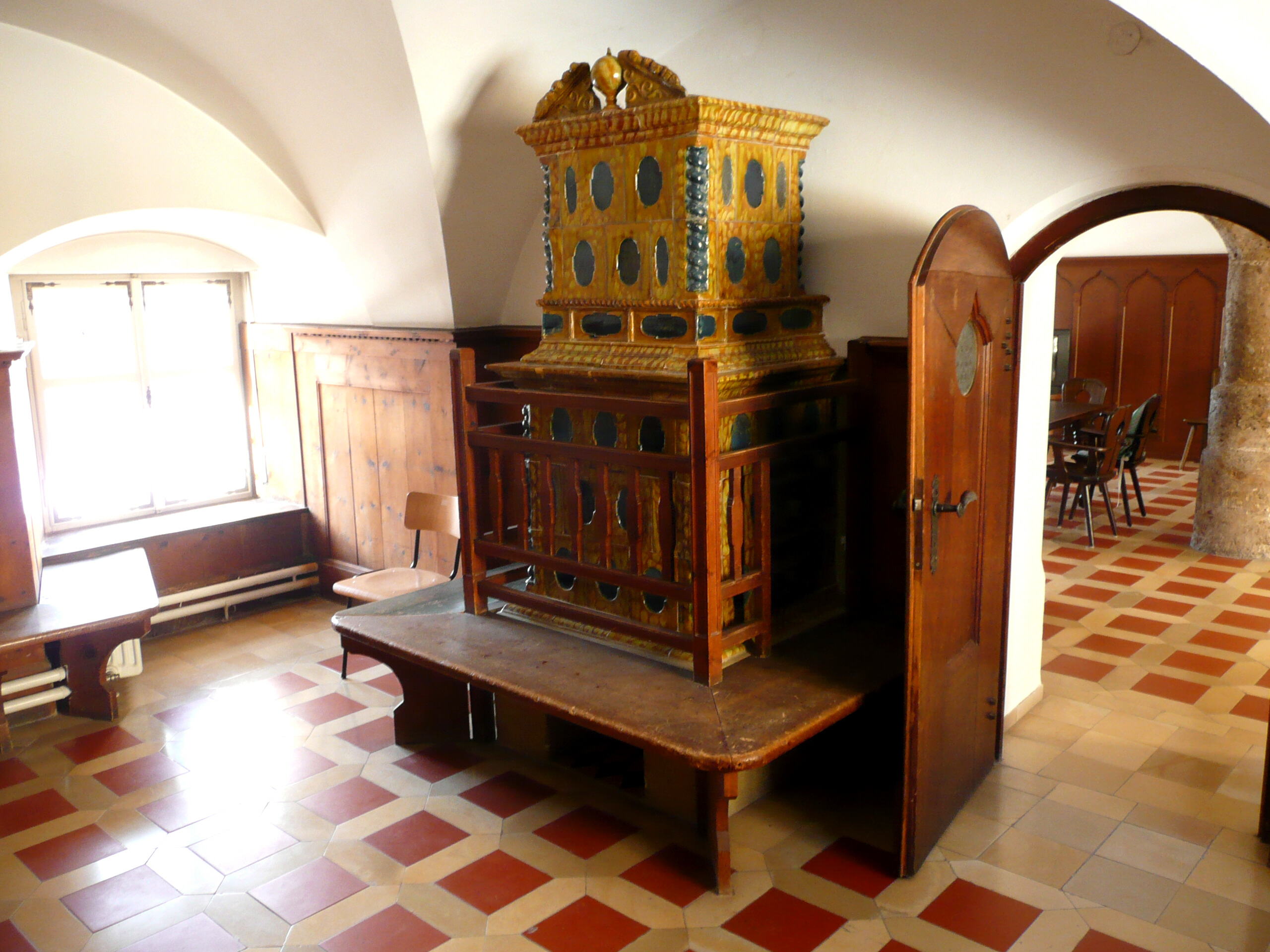
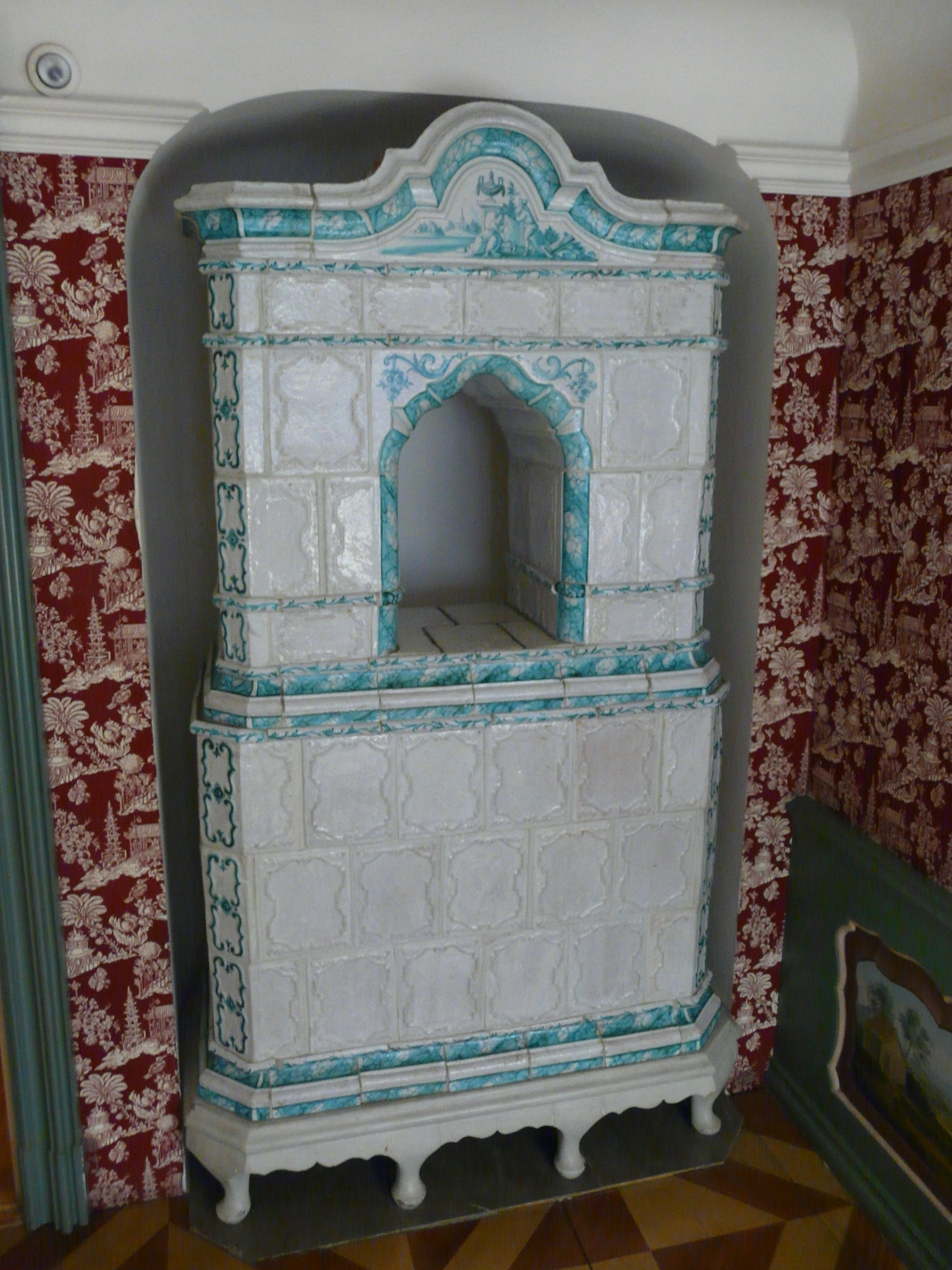
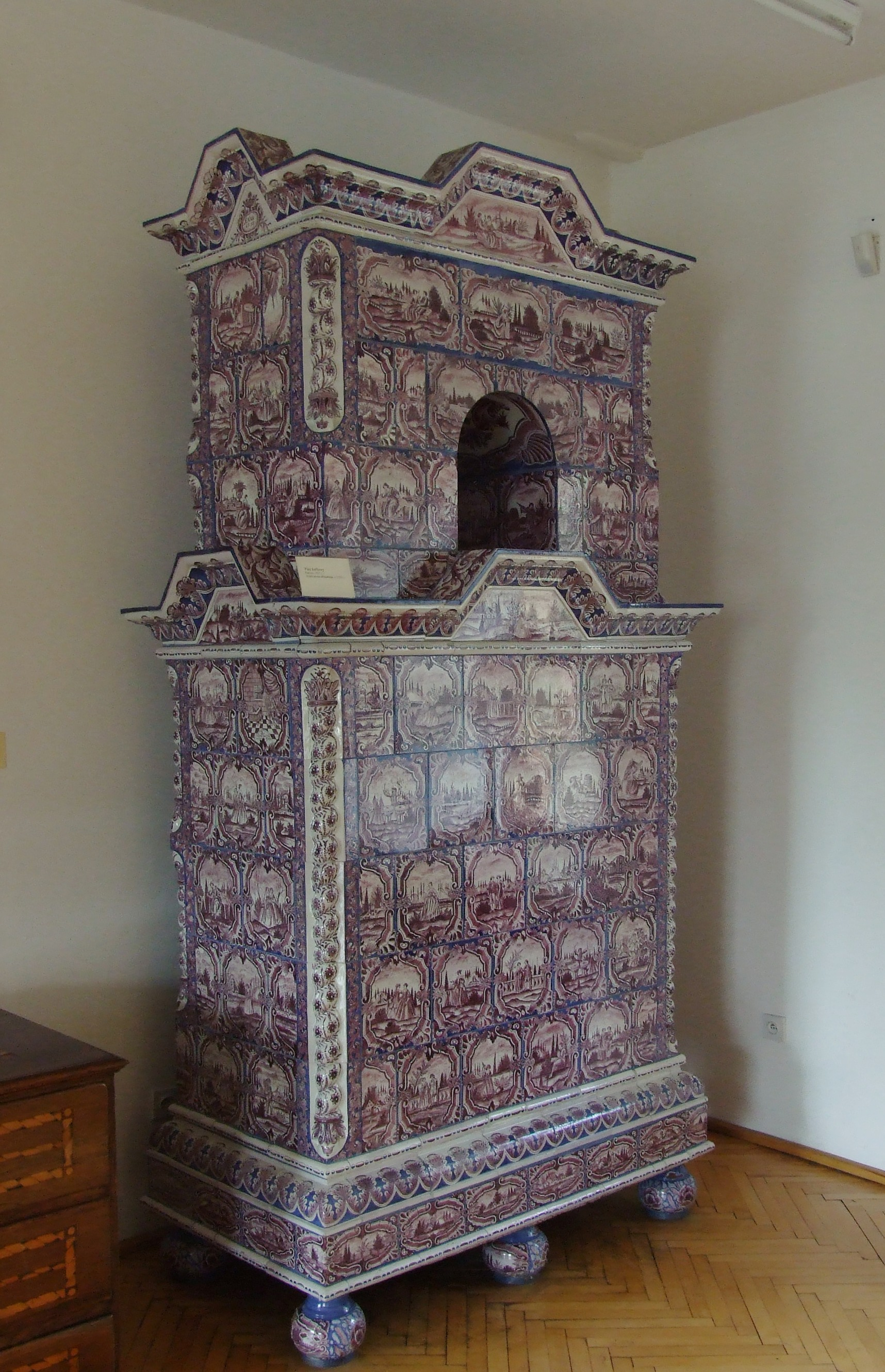
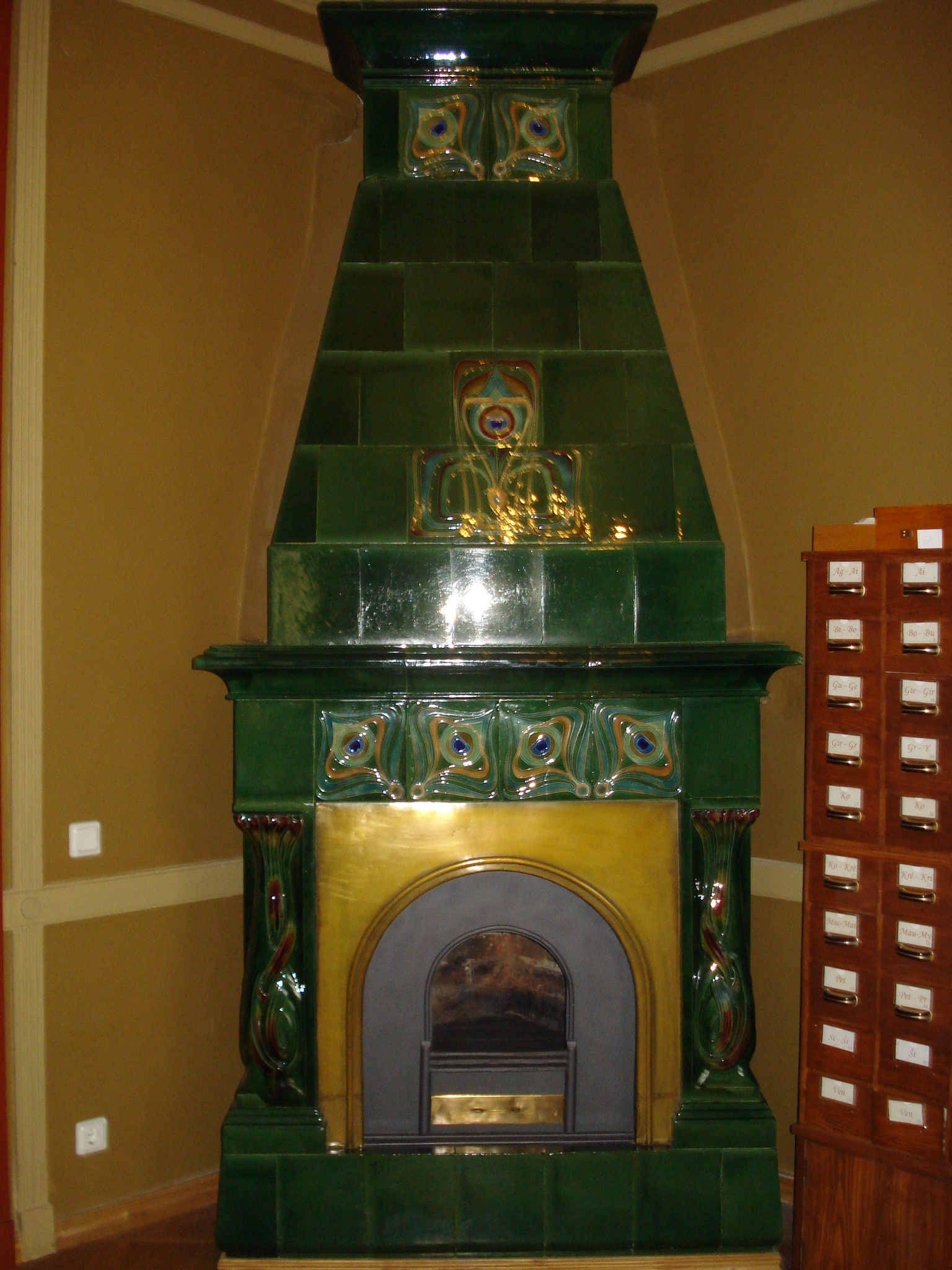
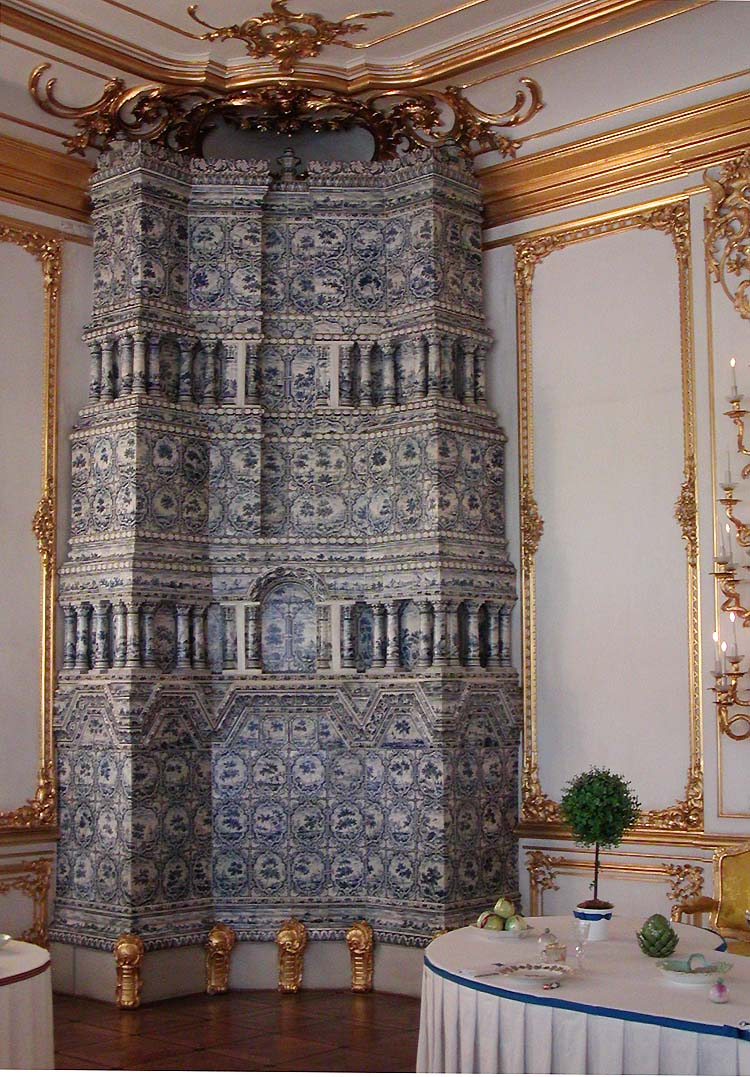
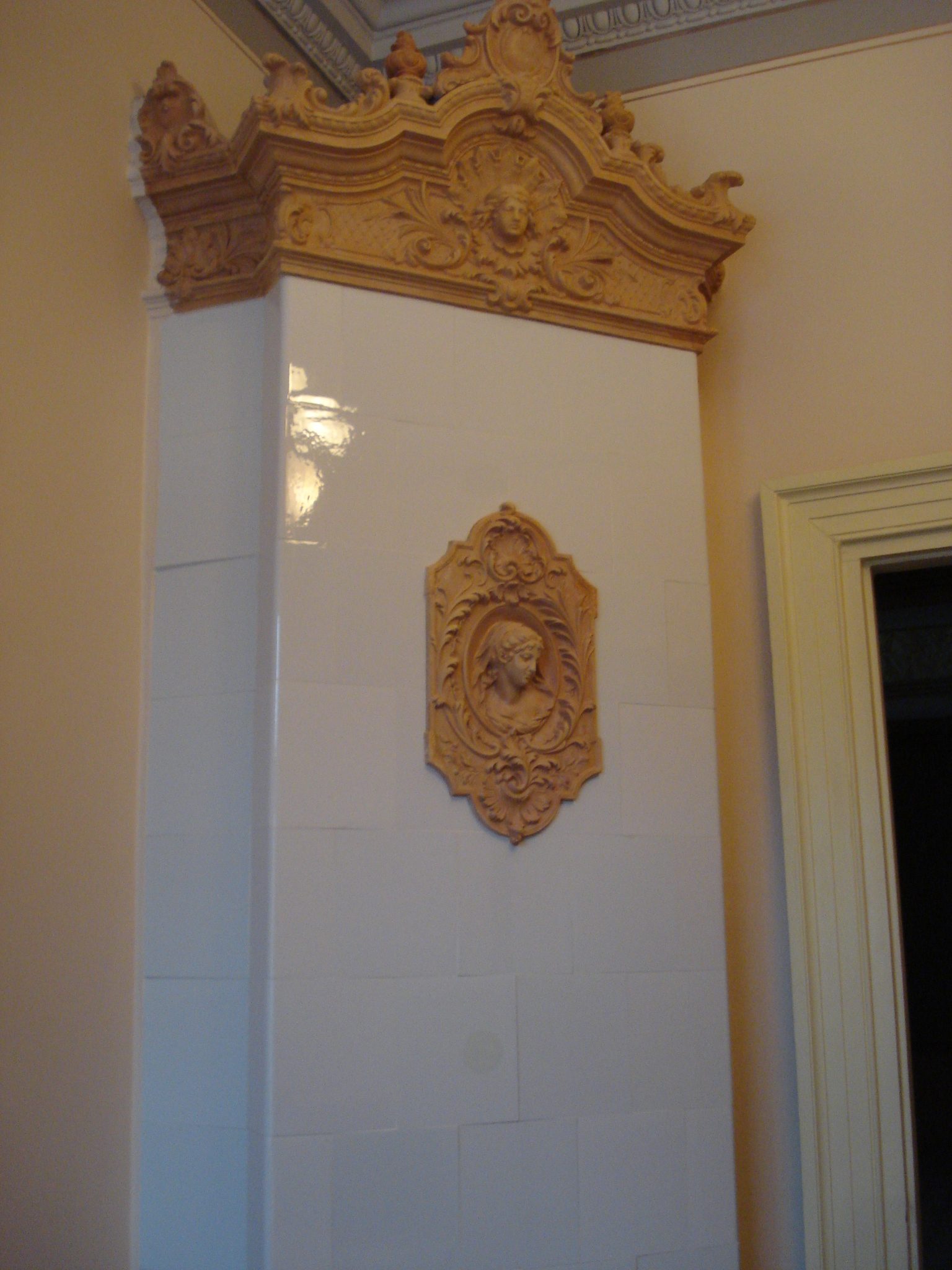
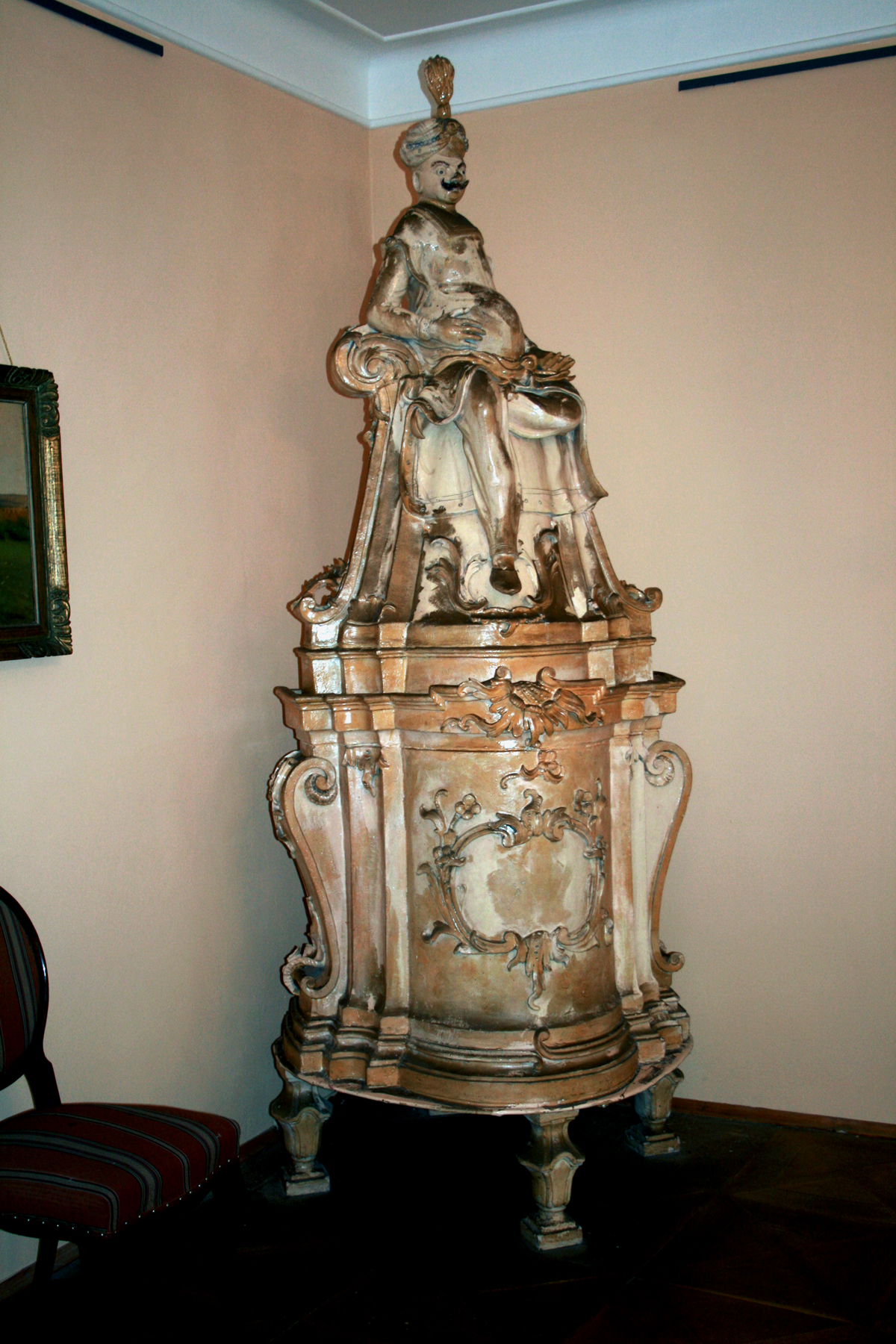
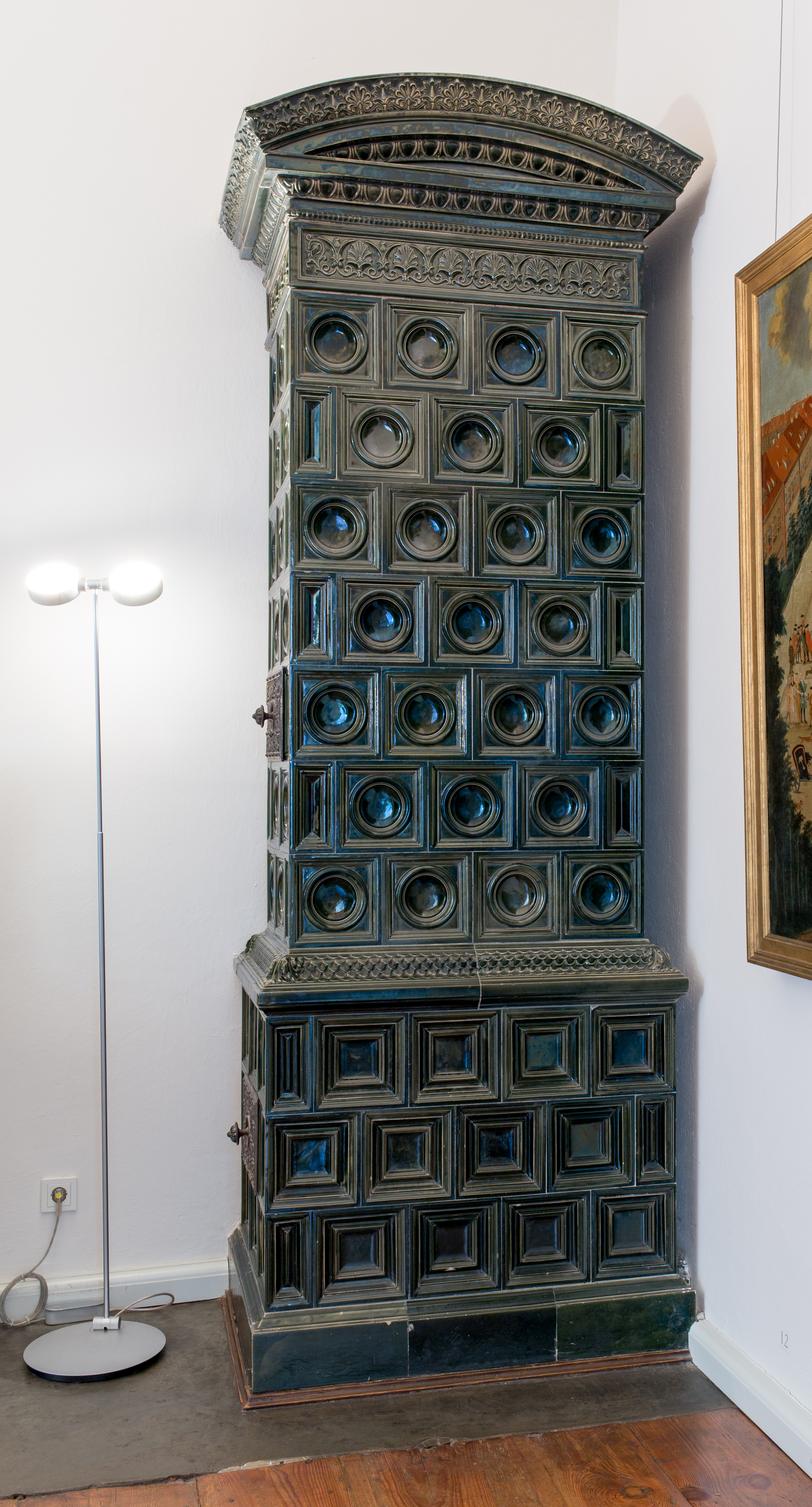
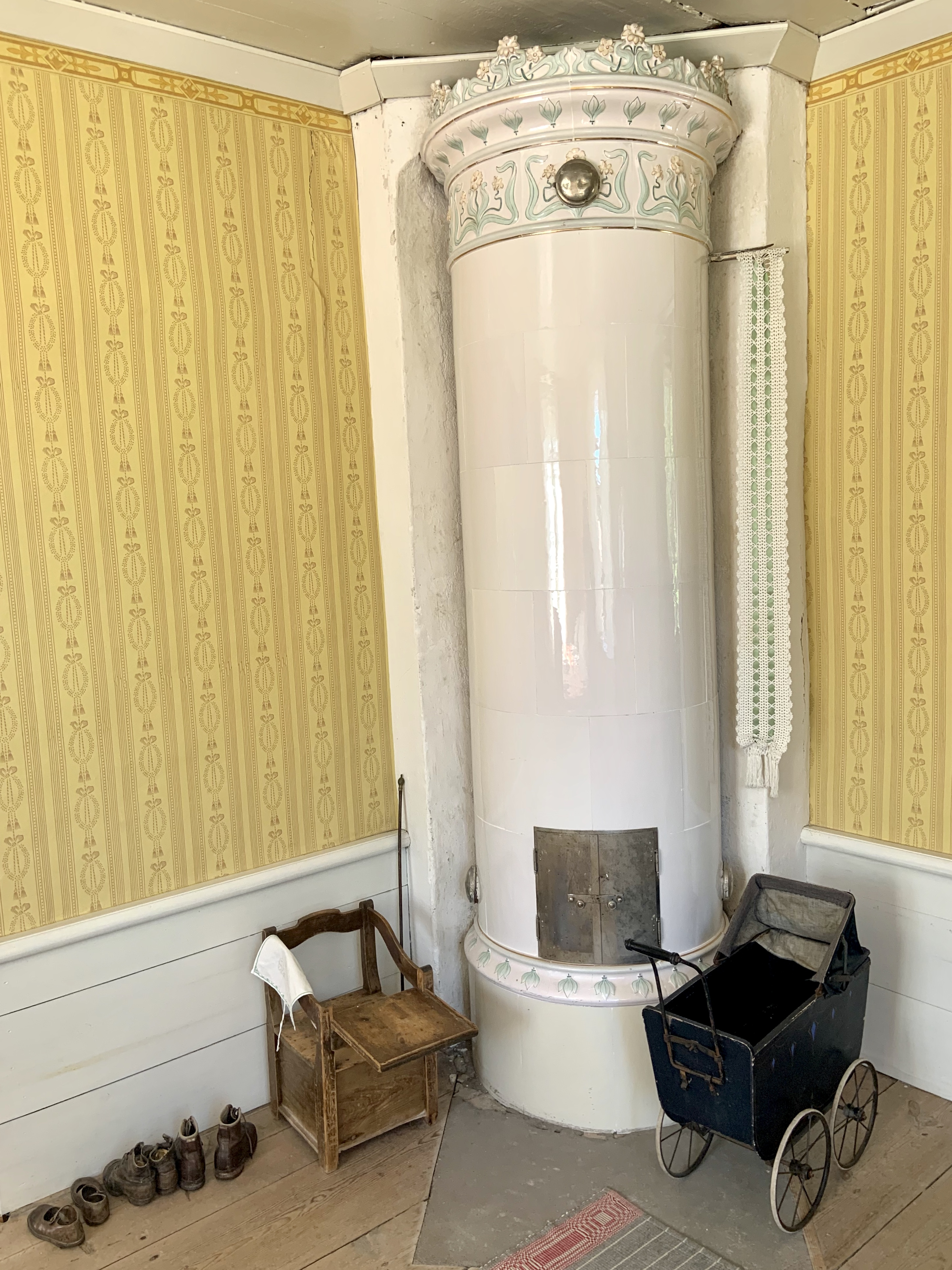